# Медаль «За бездоганну службу» (ПМР)
Медаль «За бездоганну службу» —  нагорода Придністровської Молдавської Республіки. Вона була створена 10 березня 1999 року указом Президента ПМР.

## Правила нагородження
Медаллю I, II і III ступенів нагороджуються військовослужбовці Міністерства оборони Придністровської Молдавської Республіки, державної безпеки, прикордонних і внутрішніх військ, які бездоганно прослужили 20, 15 та 10 календарних років відповідно.
При нагородженні військовослужбовців медаллю Збройних Сил Придністровської Молдавської Республіки до вислуги років їм зараховуються роки служби у Радянській Армії, та у структурах КДБ СРСР і МВС СРСР.

## Опис
Медаль кругла, діаметром 32 мм, На лицьовій стороні зображений щит з гербом Придністровської Молдавської Республіки. На нижню частину щита накладена дугоподібна стрічка з втисненим написом «За бездоганну службу». Уздовж краю лицьової сторони медалі — опуклий обідок шириною в 1 мм. Поверхня стрічки з написом і окантовка щита гладкі, щит ребристий, поверхня медалі рельєфно-зерниста.
По краях зворотного боку медалі — випуклий бортик. Посередині в три рядки розташований напис випуклими літерами «Приднестровская Молдавская Республика». У нижній частині — лаврова гілка з двох частин.
- Медаль I ступеня виготовляється з латуні. Напис на стрічці покритий чорною емаллю. Рельєфно-зерниста поверхня медалі покрита рубіново-червоною емаллю.
- Медаль ІІ ступеня виготовляється з латуні. Напис на стрічці покритий рубіново-червоною емаллю.
- Медаль III ступеня виготовляється з мідно-нікелевого сплаву. Напис на стрічці вкритий зеленою емаллю.

Медаль за допомогою вушка і кільця з'єднана з п'ятикутною колодкою, яка обтягнута шовковою муаровою стрічкою шириною 24 мм. Посередині стрічки проходять дві червоні і одна зелена смуги, облямовані вузькими білими смужками. Ці смуги символізують прапор Придністровської Молдавської Республіки. Ширина червоних смуг по 3 мм, зеленої — 2 мм, білих — по 1 мм. Краї стрічки оливкового кольору, посередині яких розташовані зелені смужки шириною в 1 мм:
- I ступеня — по одній зеленій смужці;
- II ступеня — по дві зелені смужки на відстані один від одного в 1 мм;
- III ступеня — по три зелених смужки з відстанню між ними в 1 мм.

## Правило носіння
Медаль носиться на лівій стороні грудей і за наявності інших медалей Придністровської Молдавської Республіки розташовується після медалі «За бойові заслуги».